# Tolokiwa
Tolokiwa è un'isola vulcanica di Papua Nuova Guinea.

## Geografia
L'isola di Tolokiwa è un'isola vulcanica di forma quasi circolare con un diametro di circa 7 km situata al largo delle coste centro-orientali di Papua Nuova Guinea, a circa 20 km nord-ovest dell'isola di Umboi e 30 km ad est dell'isola di Long nel Mare di Bismarck.
Il territorio è caratterizzato dalla presenza al centro del monte Sulang, un vulcano estinto. È ricoperta di foresta pluviale ed il clima è tropicale umido.